# Pycnonotus penicillatus
Pycnonotus penicillatus е вид птица от семейство Pycnonotidae. Видът е почти застрашен от изчезване.

## Разпространение
Видът е разпространен в Шри Ланка.